# Clivaje (política)

Principales clivajes según el modelo clásico de Lipset y Rokkan.

Clivaje (escisión o fisura) en ciencia política y sociología es un concepto, utilizado para el análisis de las tendencias de voto; se refiere a la división de los votantes en diferentes bloques separados por "escisiones" o "clivajes" (del inglés cleavage).
La hipótesis preliminar es que los votantes no se dividen de un modo predefinido en grupos a favor o en contra de un determinado tema. El análisis del voto asume que los votantes optan votar a un partido determinado por la solución u opción que este toma respecto de una o varias cuestiones, eligiendo la opción que más se acerca a su propia postura. El clivaje es la escisión que separa a los votantes en defensores y adversarios de un tema en particular, y puede llevar a convertirlos en votantes de un partido determinado. Si se imaginan las diferentes posiciones políticas ante una cuestión como una línea horizontal, el clivaje sería la línea vertical que divide a los diferentes partidos políticos entre defensores y opositores a esa cuestión.
El término fue popularizado por los politólogos Seymour Martin Lipset y Stein Rokkan a partir de 1967.

## Ejemplos
Lipset y Rokkan definieron cuatro clivajes básicos de la civilización occidental tras la Revolución Industrial. De acuerdo con ambos, de hecho, estas divisiones habrían determinado la aparición y el contenido político de todos los partidos europeos.
- Clivaje Centro-Periferia o clivaje identitario: la división entre las élites de las zonas urbanas y los habitantes de las zonas más alejadas. Este clivaje por lo general se expresa en términos de nacionalismo regional. Por ejemplo en España varias regiones tienen partidos regionalistas o separatistas. Esta división es, según Lipset y Rokkan, causada por la creación de los modernos Estados-nación, donde algunos estados tuvieron más éxito que otros en la asimilación de otras culturas en la nación mayoritaria.
- Clivaje Estado-Iglesia o clivaje religioso: división entre los votantes religiosos y seculares. En los Países Bajos hasta la década de los años 70 existían cinco partidos principales: el Partido Popular Católico (Katholieke Volkspartij; KVP), el protestante Partido Antirrevolucionario (ARP), la Unión Cristiana Histórica (CHU), el socialdemócrata Partido del Trabajo (PvdA) y el liberal Partido Popular por la Libertad y la Democracia (VVD), los dos últimos seculares.
- Clivaje Propietario-Trabajador o de clase: es la división que causaría la formación de partidos de izquierda y derecha. A veces se argumenta que esta división representa un conflicto entre ricos y pobres.[4]
- Clivaje Campo-Ciudad o Tierra-Industria: el ejercicio continuado del control por parte del estado de los aranceles aduaneros contra la libertad de la empresa industrial.

Desde entonces el análisis de las diferentes votaciones ha arrojado el surgimiento de nuevas divisiones o clivajes. La oposición tradicional entre el propietario y el trabajador (capital y trabajo) habría pasado a centrarse más en la que se observa entre los que tienen trabajo o son empleables y los que no lo son. Además, el sexo se habría convertido en otra división, especialmente en lo que se refiere a la obtención y el mantenimiento de un puesto de trabajo remunerado.